# Athene
Athene är ett släkte i familjen ugglor som förekommer över nästan hela världen. Numera inkluderas följande nio levande arter i släktet, med vid utbredning i stora delar av Nord- och Sydamerika, Europa och Asien, i norra Afrika samt på Madagaskar och i Salomonöarna:
- Djungeluggla (A. blewitti)
- Madagaskaruggla (A. superciliaris)
- Prärieuggla (A. cunicularia)
- Minervauggla (A. noctua)
- Brahminuggla (A. brama)
- Salomonuggla (A. jacquinoti)
- Guadalcanaluggla (A. granti)
- Malaitauggla (A. malaitae)
- Makirauggla (A. roseoaxillaris)

Prärieugglan placerades tidigare som ensam art i Speotyto, men DNA-studier visar att den står nära minervaugglan. Likaså visar genetiken att även djungelugglan hör hit, tidigare i Heteroglaux. Både madagaskarugglan och de sista fyra arterna (tidigare behandlade som en och samma art) förs traditionellt till spökugglorna i Ninox, men även här visar DNA-studier att de är en del av Athene.
Ytterligare två arter utdöda under holocen finns beskrivna:
- Tyrrenuggla (A. angelis)
- Kretauggla (A. cretensis)